# جائزة بلجيكا الكبرى 1972
جائزة بلجيكا الكبرى 1972 هو سباق فورمولا 1 أقيم بتاريخ 4 يونيو 1972 في بلجيكا. كان الخامس من أصل 12 في بطولة العالم لسباقات الفورمولا واحد موسم 1972. حلّ البرازيلي إيمرسون فيتيبالدي أولا.

## وصلات خارجية
- الموقع الرسمي